# Paulo Oliveira
Paulo André Rodrigues de Oliveira (* 8. Januar 1992 in Vila Nova de Famalicão) ist ein portugiesischer Fußballspieler.

## Karriere

### Im Verein
Paulo Oliveira spielte in der Jugend fünf Jahre lang für seinen Heimatverein FC Famalicão, ehe er 2005 in die Jugendabteilung von Vitória Guimarães wechselte. Im Jahr 2010 rückte er in den Profikader auf. Zur Saison 2011/12 wechselte er auf Leihbasis zum Zweitligisten FC Penafiel und gab sein Profidebüt. Zur Saison 2012/13 kehrte Oliveira zu Vitória Guimarães zurück, spielte jedoch zunächst weiterhin in der zweiten Liga für das B-Team des Vereins. Am 5. Januar 2013 debütierte er schließlich in der Primeira Liga und entwickelte sich zum Stammspieler. Am Saisonende feierte er mit seinem Klub nach einem Finalerfolg gegen Benfica Lissabon, bei dem er in der Startelf stand, den ersten Pokalsieg der Vereinsgeschichte. Vor der Saison 2014/15 unterschrieb Oliveira einen Fünfjahresvertrag bei Sporting Lissabon. Doch schon drei Jahre später wechselte er weiter zur SD Eibar nach Spanien.

### In der Nationalmannschaft
Oliveira bestritt 46 Länderspiele für die portugiesischen Nachwuchsnationalteams, darunter 23 Spiele für die U21-Auswahl. Am 31. März 2015 debütierte er unter Nationaltrainer Fernando Santos im Rahmen eines Freundschaftsspiels gegen Kap Verde (0:2) in der A-Nationalmannschaft.

## Erfolge
Vitória Guimarães
- Portugiesischer Pokalsieger: 2013

Sporting Lissabon
- Portugiesischer Pokalsieger: 2015
- Portugiesischer Supercupsieger: 2015